# Dock9
Dock9‏ (Dedicator of cytokinesis 9) هوَ بروتين يُشَفر بواسطة جين Dock9 في الإنسان.